# Bakersfield City Hall

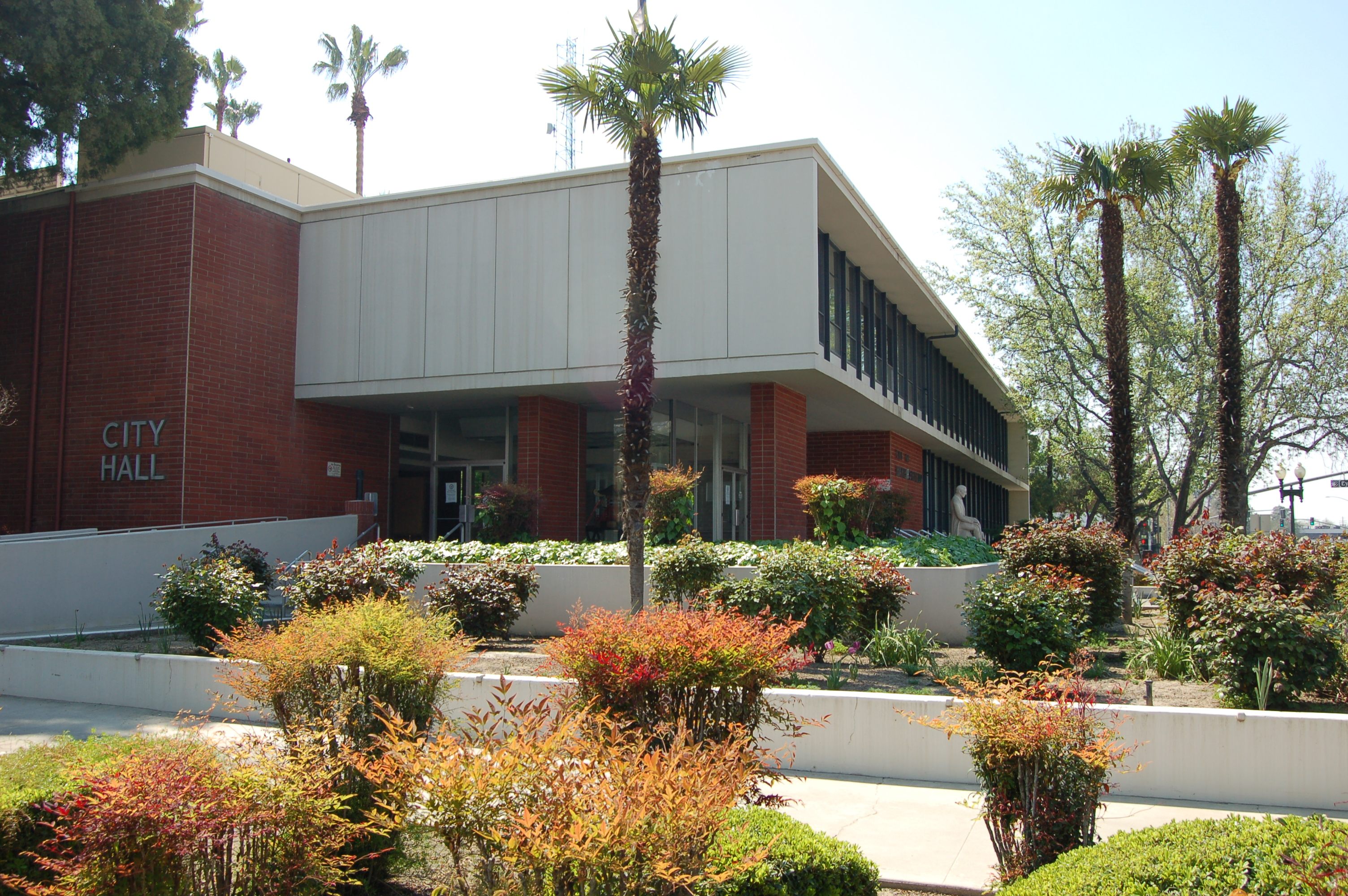
Bakersfield City Hall mit Statue des Stadtgründers in der Bildmitte

Die Bakersfield City Hall (auch City Hall South) in Bakersfield, Kalifornien, enthält die Büros des Bürgermeisters und der Mitglieder des Stadtrats. 
Das 1954 fertiggestellte Gebäude steht in Downtown Bakersfield und ersetzte das am 21. Juli 1952 bei einem Erdbeben zerstörte Rathaus. Einen Block westlich befindet sich die City Hall North, in der weitere Anteile der Stadtverwaltung untergebracht sind. Vor der Bakersfield City Hall steht eine Statue des Stadtgründers Colonel Thomas Baker, die als California Historical Landmark gelistet ist.